# Camp d'internament de Vernet d'Arièja

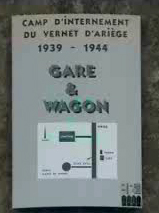
Estació de ferrocarril de Vernet (placa)

El camp de Vernet (1918 - 1944) va ser un camp de presoners de guerra situat en els prepirineus occitans, entre els pobles de lo Vernet i Savardun, al País de Foix. Fou reutilitzat després de la guerra civil espanyola com a camp de confinament d'exiliats espanyols, i durant la Segona Guerra Mundial com a camp d'internament de persones "sospitoses".

## Història
Edificat inicialment el juny de 1918 per rebre tropes colonials durant la Primera Guerra Mundial, en el període entreguerres va ser utilitzat com a dipòsit de material.
Es va ampliar i va cobrar importància en passar a ser considerat com a camp d'acolliment per la Commission de recherche de camps de concentration et de rassemblement reunida a Foix en 1939 per confinar al principi els més de 10.000 combatents espanyols de la Divisió Durruti que, després de la derrota de la Segona República Espanyola, havien traspassat la frontera amb França i es trobaven reclosos a La Tor de Querol. Els primers internats van arribar el 10 de febrer.
Poc després es va ampliar en nombre de reclosos, passant a ser un camp disciplinari, en internar-hi refugiats provinents d'altres camps i presons de la costa mediterrània francesa, «qualificats» per les autoritats franceses com a republicans espanyols «extremistes», i combatents de les Brigades Internacionals.

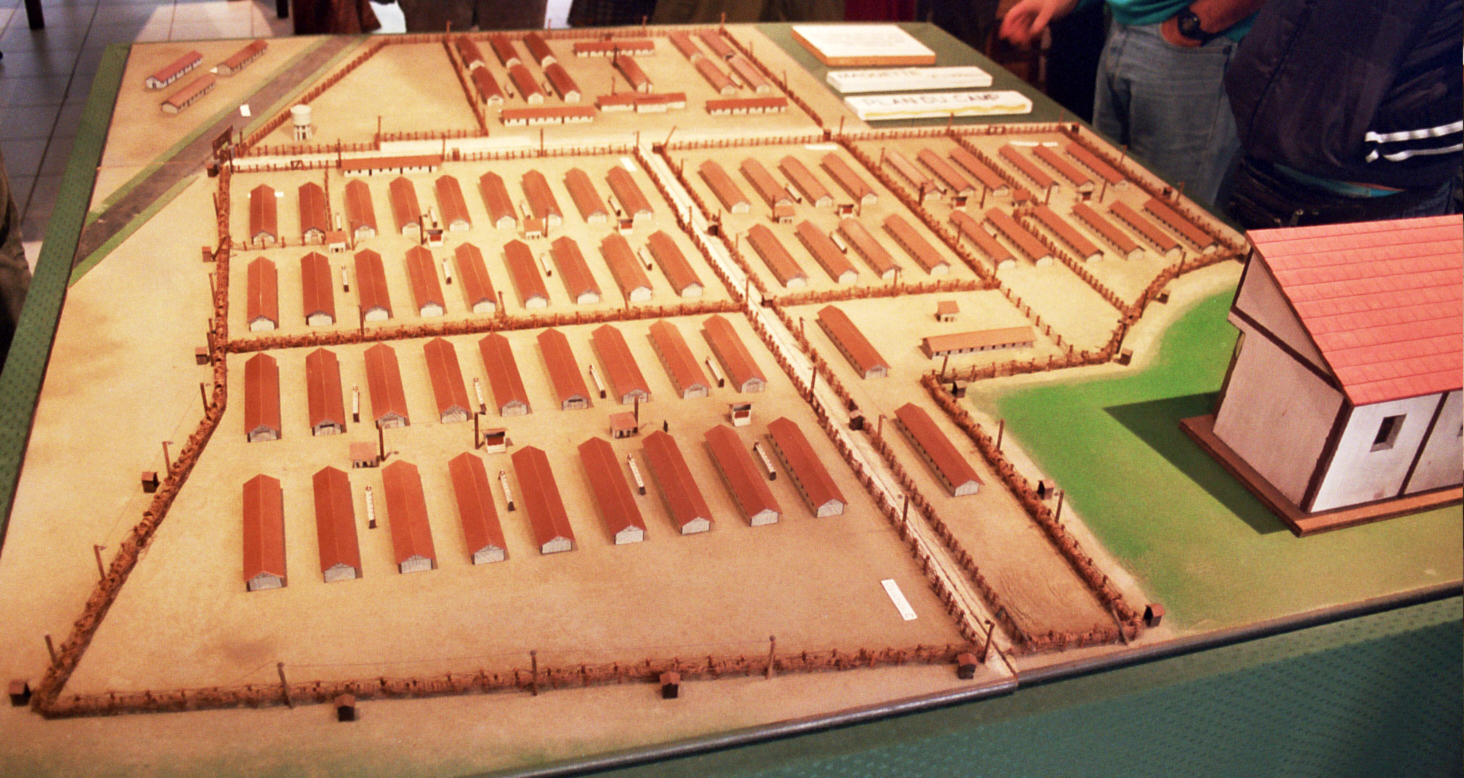
Camp d'internament de Vernet (maqueta). Ocupava una superfície de cinquanta hectàrees

A partir de setembre d'aquest any i, sobretot després de declarar-se la Segona Guerra Mundial, van ser internats tots els estrangers considerats sospitosos o perillosos per a l'ordre públic en França, intel·lectuals antifeixistes, jueus…, de totes les nacionalitats: alemanys, francesos, iugoslaus, espanyols, italians, russos, belgues, en condicions infrahumanes descrites pels escriptors Max Aub o Arthur Koestler, ells mateixos internats en aquest camp de concentració, en els seus llibres respectius, Manuscrito cuervo. Historia de Jacobo i L'escòria de la terra.
El camp es dividia en tres zones amb diferències quant a «comoditats» i separades per filats: l'A para criminals comuns, la B per internats polítics i la C per a sospitosos o perillosos «indesitjables per a l'ordre públic» polític.
La divisió del general alemany Ernst Kundt va confinar-hi 3.728 persones el 17 d'agost de 1940. A partir de 1942 és utilitzat per la Gestapo com a camp de trànsit per a jueus, sota el règim de Vichy. Al juny de 1944, els últims internats són evacuats, els homes deportats al Camp de concentració de Dachau i les dones conduïdes al de Ravensbrück. Unes 40.000 persones de 58 nacionalitats van ser internades en aquest camp, homes principalment, però també dones i nens.
En 1970 van ser demolides les casernes i edificis del camp; només es van conservar el cementiri i l'estació. Actualment en els terrenys on estava situat el camp hi ha un memorial amb un monòlit recordant l'existència del camp conegut especialment per internar als refugiats espanyols i posterior transformació en camp repressiu, col·locat en 1992, i l'antiga estació de tren, que es troba a la vora de la carretera nacional N-20 al nord de Pàmies. Sobre els carrils es conserva un antic vagó, idèntic als quals van transportar als internats als camps d'extermini. En una paret exterior de l'estació, una placa recorda a la quarantena de nens jueus, d'entre 2 i 17 anys, que van ser deportats des de Vernet a Auschwitz l'1 de setembre de 1942.
Al poble de lo Vernet hi ha un museu dedicat a la memòria d'aquesta etapa de la història.

## Alguns presoners coneguts

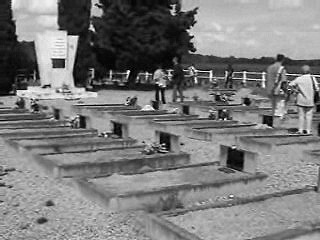
Memorial Vernet

Alguns dels presoners internats al camp d'internament de Vernet:
- Max Aub
- Miguel García Vivancos
- Arthur Koestler
- Quico Sabaté
- Josep Ester i Borràs
- Kurt Julius
- Anna Seghers
- Francisco Ponzán Vidal
- Helios Gómez
- Antoni Ortiz
- Francesc Boix Campo
- Luigi Longo
- Friedrich Wolf
- Ricardo Sanz
- Abelardo Torrijos